# تكنة

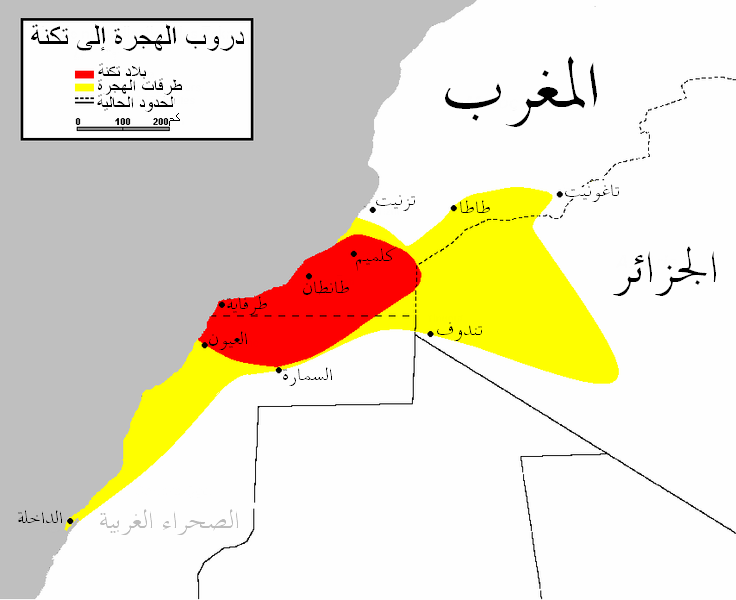
بلاد تكنة (الأحمر) وطرق الهجرة (الأصفر)

تكنة هي كنفدرالية قبلية صحراوية نصف بدوية ذات أصول  صنهاجية عربية ، تستقر في جهتي كلميم واد نون والعيون الساقية الحمراء، يبلغ عددهم تقريبا 709.000 فردًا.

## السكان
قبائل تكنة تتكلم اللهجة الحسانية بدرجات متفاوتة. تنقسم القبائل إلى فروع ناطقة بالحسانية وأخرى ناطقة بتشلحيت. جميع التكنيون هم مسلمون يعتنقون المدرسة المالكية التابعة للإسلام السني.
يعيش التكنيون بالأساس اسلوب حياة شبه بدوي بحيث يعتمدون على رعي الجمال والماعز و السيطرة كذالك على طرق التجارة الرئيسية في جنوب المغرب و صحراء الغربية متنازع عليها 
تنقسم تكنة إلى عدة قبائل تشكل لفين هما ايت الجمل وايت عثمان يرجع أصل كلاهما لصنهاجة.
يذكر الأدريسي ايت جمل في كتابه نزهة المشتاق في اختراق الافاق: ومن قبائل صنهاجة بنو منصور وتمية وجدالة ولمتونة وبنو إبراهيم وبنو تاشفين وبنو محمد وجمل.
وينتسب لف ايت عثمان إلى عثمان بن مندى الصنهاجي وهو والي يوسف ابن تاشفين على بلاد لمطة وواد نون.